# Mistrovství světa jezdců F1
Mistrovství světa jezdců Formule 1 (anglicky Formula One World Drivers' Championship, ve zkratce WDC) je vyhlašováno mezinárodní automobilovou federací (FIA) a je hodnoceno bodovým systémem, který byl již několikrát upravován. Prvním mistrem světa se stal v roce 1950 italský pilot Giuseppe Farina. Prvním pilotem, který dokázal titul obhájit, byl v letech 1952 a 1953 Alberto Ascari. Současným mistrem světa je Max Verstappen, který v roce 2024 získal svůj čtvrtý titul.
FIA nevyhlašuje Mistra světa před ukončením sezóny, jezdec ale neoficiálně získává tento titul v případě, že je již matematicky nemožné, aby ho jiný jezdec mohl předstihnout. O mistru světa se rozhodlo až v posledním závodě sezóny ve 29 případech z 69. Nejrychleji se rozhodlo o mistru světa v roce 2002, když si Michael Schumacher pojistil titul 6 závodů před koncem šampionátu.
Celkem získalo titul 34 jezdců. Michael Schumacher a Lewis Hamilton jsou nejúspěšnějšími piloty formule 1, oba získali 7 titulů. Schumacher drží rekord za nejdelší řadu titulů, v letech 2000 až 2004 nenašel přemožitele. Nejvíce mistrů světa pochází z Velké Británie (10), se třemi vítězi následují Brazílie, Německo a Finsko. Z 34 mistrů světa jich je 19 stále naživu. Nejúspěšnějším týmem s patnácti mistry světa je Ferrari.

## Po letech
V tabulce jsou následující údaje: jméno pilota; jméno týmu, se kterým získal titul; počet pole position; počet vítězství; počet umístění na stupni vítězů; počet nejrychlejších kol v závodě; počet získaných bodů; číslo závodu, ve kterém se rozhodlo o držiteli titulu; bodový náskok na druhého nejúspěšnějšího pilota.
| Rok  | Jezdec             | Tým                  | Pole | Vít. | Pod. | Nej.K | Body  | Zisk titulu         | Náskok |
| ---- | ------------------ | -------------------- | ---- | ---- | ---- | ----- | ----- | ------------------- | ------ |
| 1950 | Giuseppe Farina    | Alfa Romeo           | 2    | 3    | 3    | 3     | 30    | V 7. závodě ze 7    | 3      |
| 1951 | Juan Manuel Fangio | Alfa Romeo           | 4    | 3    | 5    | 5     | 31    | V 8. závodě z 8     | 6      |
| 1952 | Alberto Ascari     | Ferrari              | 5    | 6    | 6    | 6     | 36    | V 6. závodě z 8     | 12     |
| 1953 | Alberto Ascari     | Ferrari              | 6    | 5    | 5    | 4     | 34.5  | V 8. závodě z 9     | 6.5    |
| 1954 | Juan Manuel Fangio | Maserati Mercedes    | 5    | 6    | 7    | 3     | 42    | V 7. závodě z 9     | 16.9   |
| 1955 | Juan Manuel Fangio | Mercedes             | 3    | 4    | 5    | 3     | 40    | V 6. závodě ze 7    | 16.5   |
| 1956 | Juan Manuel Fangio | Ferrari              | 6    | 3    | 5    | 4     | 30    | V 8. závodě z 8     | 3      |
| 1957 | Juan Manuel Fangio | Maserati             | 4    | 4    | 6    | 2     | 40    | V 6. závodě z 8     | 15     |
| 1958 | Mike Hawthorn      | Ferrari              | 4    | 1    | 7    | 5     | 42    | V 11. závodě z 11   | 1      |
| 1959 | Jack Brabham       | Cooper–Climax*       | 1    | 2    | 5    | 1     | 31    | V 9. závodě z 9     | 4      |
| 1960 | Jack Brabham       | Cooper–Climax*       | 3    | 5    | 5    | 3     | 43    | V 8. závodě z 10    | 9      |
| 1961 | Phil Hill          | Ferrari*             | 5    | 2    | 6    | 2     | 34    | V 7. závodě z 8     | 1      |
| 1962 | Graham Hill        | BRM*                 | 1    | 4    | 6    | 3     | 42    | V 9. závodě z 9     | 12     |
| 1963 | Jim Clark          | Lotus–Climax*        | 7    | 7    | 9    | 6     | 54    | V 7. závodě z 10    | 21     |
| 1964 | John Surtees       | Ferrari*             | 2    | 2    | 6    | 2     | 40    | V 10. závodě z 10   | 1      |
| 1965 | Jim Clark          | Lotus–Climax*        | 6    | 6    | 6    | 6     | 54    | V 7. závodě z 10    | 14     |
| 1966 | Jack Brabham       | Brabham–Repco*       | 3    | 4    | 5    | 1     | 42    | V 7. závodě z 9     | 14     |
| 1967 | Denny Hulme        | Brabham–Repco*       | 0    | 2    | 8    | 2     | 51    | V 11. závodě z 11   | 5      |
| 1968 | Graham Hill        | Lotus–Ford*          | 2    | 3    | 6    | 0     | 48    | Ve 12. závodě z 12  | 12     |
| 1969 | Jackie Stewart     | Matra–Ford*          | 2    | 6    | 7    | 5     | 63    | V 8. závodě z 11    | 26     |
| 1970 | Jochen Rindt       | Lotus–Ford*          | 3    | 5    | 5    | 1     | 45    | Ve 12. závodě z 13  | 5      |
| 1971 | Jackie Stewart     | Tyrrell–Ford*        | 6    | 6    | 7    | 3     | 62    | V 8. závodě z 11    | 29     |
| 1972 | Emerson Fittipaldi | Lotus–Ford*          | 3    | 5    | 8    | 0     | 61    | V 10. závodě z 12   | 16     |
| 1973 | Jackie Stewart     | Tyrrell–Ford         | 3    | 5    | 8    | 1     | 71    | Ve 13. závodě z 15  | 16     |
| 1974 | Emerson Fittipaldi | McLaren–Ford*        | 2    | 3    | 7    | 0     | 55    | V 15. závodě z 15   | 3      |
| 1975 | Niki Lauda         | Ferrari*             | 9    | 5    | 8    | 2     | 64.5  | Ve 13. závodě ze 14 | 19.5   |
| 1976 | James Hunt         | McLaren–Ford         | 8    | 6    | 8    | 2     | 69    | V 16. závodě z 16   | 1      |
| 1977 | Niki Lauda         | Ferrari*             | 2    | 3    | 10   | 3     | 72    | V 15. závodě ze 17  | 17     |
| 1978 | Mario Andretti     | Lotus–Ford*          | 8    | 6    | 7    | 3     | 64    | Ve 14. závodě z 16  | 13     |
| 1979 | Jody Scheckter     | Ferrari*             | 1    | 3    | 6    | 0     | 51    | Ve 13. závodě z 15  | 4      |
| 1980 | Alan Jones         | Williams–Ford*       | 3    | 5    | 10   | 5     | 67    | Ve 13. závodě ze 14 | 13     |
| 1981 | Nelson Piquet      | Brabham–Ford         | 4    | 3    | 7    | 1     | 50    | V 15. závodě z 15   | 1      |
| 1982 | Keke Rosberg       | Williams–Ford        | 1    | 1    | 6    | 0     | 44    | V 16. závodě z 16   | 5      |
| 1983 | Nelson Piquet      | Brabham–BMW          | 1    | 3    | 8    | 4     | 59    | V 15. závodě z 15   | 2      |
| 1984 | Niki Lauda         | McLaren–Porsche*     | 0    | 5    | 9    | 5     | 72    | V 16. závodě z 16   | 0.5    |
| 1985 | Alain Prost        | McLaren–Porsche*     | 2    | 5    | 11   | 5     | 73    | Ve 14. závodě z 15  | 20     |
| 1986 | Alain Prost        | McLaren–Porsche      | 1    | 4    | 11   | 2     | 72    | V 16. závodě z 16   | 2      |
| 1987 | Nelson Piquet      | Williams–Honda*      | 4    | 3    | 11   | 4     | 73    | V 15. závodě z 16   | 12     |
| 1988 | Ayrton Senna       | McLaren–Honda*       | 13   | 8    | 11   | 3     | 90    | V 15. závodě z 16   | 3      |
| 1989 | Alain Prost        | McLaren–Honda*       | 2    | 4    | 11   | 5     | 76    | V 15. závodě z 16   | 16     |
| 1990 | Ayrton Senna       | McLaren–Honda*       | 10   | 6    | 11   | 2     | 78    | V 15. závodě z 16   | 7      |
| 1991 | Ayrton Senna       | McLaren–Honda*       | 8    | 7    | 12   | 2     | 96    | V 15. závodě z 16   | 24     |
| 1992 | Nigel Mansell      | Williams–Renault*    | 14   | 9    | 12   | 8     | 108   | V 11. závodě z 16   | 52     |
| 1993 | Alain Prost        | Williams–Renault*    | 13   | 7    | 12   | 6     | 99    | Ve 14. závodě z 16  | 26     |
| 1994 | Michael Schumacher | Benetton–Ford        | 6    | 8    | 10   | 8     | 92    | V 16. závodě z 16   | 1      |
| 1995 | Michael Schumacher | Benetton–Renault*    | 4    | 9    | 11   | 8     | 102   | V 15. závodě ze 17  | 33     |
| 1996 | Damon Hill         | Williams–Renault*    | 9    | 8    | 10   | 5     | 97    | V 16. závodě z 16   | 19     |
| 1997 | Jacques Villeneuve | Williams–Renault*    | 10   | 7    | 8    | 3     | 81    | V 17. závodě ze 17  | 39     |
| 1998 | Mika Häkkinen      | McLaren–Mercedes*    | 9    | 8    | 11   | 6     | 100   | V 16. závodě z 16   | 14     |
| 1999 | Mika Häkkinen      | McLaren–Mercedes     | 11   | 5    | 10   | 6     | 76    | V 16. závodě z 16   | 2      |
| 2000 | Michael Schumacher | Ferrari*             | 9    | 9    | 12   | 2     | 108   | V 16. závodě ze 17  | 19     |
| 2001 | Michael Schumacher | Ferrari*             | 11   | 9    | 14   | 3     | 123   | Ve 13. závodě ze 17 | 58     |
| 2002 | Michael Schumacher | Ferrari*             | 7    | 11   | 17   | 7     | 144   | V 11. závodě ze 17  | 67     |
| 2003 | Michael Schumacher | Ferrari*             | 5    | 6    | 8    | 5     | 93    | V 16. závodě z 16   | 2      |
| 2004 | Michael Schumacher | Ferrari*             | 8    | 13   | 15   | 10    | 148   | Ve 14. závodě z 18  | 34     |
| 2005 | Fernando Alonso    | Renault*             | 6    | 7    | 15   | 2     | 133   | V 17. závodě z 19   | 21     |
| 2006 | Fernando Alonso    | Renault*             | 6    | 7    | 14   | 5     | 134   | V 18. závodě z 18   | 13     |
| 2007 | Kimi Räikkönen     | Ferrari*             | 3    | 6    | 12   | 6     | 110   | V 17. závodě ze 17  | 1      |
| 2008 | Lewis Hamilton     | McLaren–Mercedes     | 7    | 5    | 10   | 1     | 98    | V 18. závodě z 18   | 1      |
| 2009 | Jenson Button      | Brawn GP–Mercedes*   | 4    | 6    | 9    | 2     | 95    | V 16. závodě ze 17  | 11     |
| 2010 | Sebastian Vettel   | Red Bull–Renault*    | 10   | 5    | 10   | 3     | 256   | V 19. závodě z 19   | 4      |
| 2011 | Sebastian Vettel   | Red Bull–Renault*    | 15   | 11   | 17   | 3     | 392   | V 15. závodě z 19   | 122    |
| 2012 | Sebastian Vettel   | Red Bull–Renault*    | 6    | 5    | 10   | 6     | 281   | V 20. závodě z 20   | 3      |
| 2013 | Sebastian Vettel   | Red Bull–Renault*    | 9    | 13   | 16   | 7     | 397   | V 16. závodě z 19   | 155    |
| 2014 | Lewis Hamilton     | Mercedes*            | 7    | 11   | 16   | 7     | 384   | V 19. závodě z 19   | 67     |
| 2015 | Lewis Hamilton     | Mercedes*            | 11   | 10   | 17   | 8     | 381   | V 16. závodě z 19   | 59     |
| 2016 | Nico Rosberg       | Mercedes*            | 8    | 9    | 16   | 6     | 385   | V 21. závodě z 21   | 5      |
| 2017 | Lewis Hamilton     | Mercedes*            | 11   | 9    | 13   | 7     | 363   | V 18. závodě z 20   | 46     |
| 2018 | Lewis Hamilton     | Mercedes*            | 11   | 11   | 17   | 3     | 408   | V 19. závodě z 21   | 88     |
| 2019 | Lewis Hamilton     | Mercedes*            | 5    | 11   | 17   | 6     | 413   | V 19. závodě z 21   | 87     |
| 2020 | Lewis Hamilton     | Mercedes*            | 10   | 11   | 14   | 6     | 347   | V 14. závodě ze 17  | 124    |
| 2021 | Max Verstappen     | Red Bull–Honda       | 10   | 10   | 18   | 6     | 397,5 | Ve 22. závodě z 22  | 8      |
| 2022 | Max Verstappen     | Red Bull–RBPT*       | 7    | 15   | 17   | 5     | 454   | V 18. závodě z 22   | 146    |
| 2023 | Max Verstappen     | Red Bull–Honda RBPT* | 12   | 19   | 21   | 9     | 575   | V 17. závodě z 22   | 290    |
| 2024 | Max Verstappen     | Red Bull–Honda RBPT  | 9    | 9    | 14   | 3     | 437   | V 22. závodě z 24   | 63     |
| Rok  | Jezdec             | Tým                  | Pole | Vít. | Pod. | Nej.K | Body  | Zisk titulu         | Náskok |

- Značka * znamená, že tým získal zároveň Pohár konstruktérů. (Udílen od roku 1958).

## Piloti
| Jezdec             | Tituly | Ročníky                                  |
| ------------------ | ------ | ---------------------------------------- |
| Michael Schumacher | 7      | 1994, 1995, 2000, 2001, 2002, 2003, 2004 |
| Lewis Hamilton     | 7      | 2008, 2014, 2015, 2017, 2018, 2019, 2020 |
| Juan Manuel Fangio | 5      | 1951, 1954, 1955, 1956, 1957             |
| Alain Prost        | 4      | 1985, 1986, 1989, 1993                   |
| Sebastian Vettel   | 4      | 2010, 2011, 2012, 2013                   |
| Max Verstappen     | 4      | 2021, 2022, 2023, 2024                   |
| Jack Brabham       | 3      | 1959, 1960, 1966                         |
| Jackie Stewart     | 3      | 1969, 1971, 1973                         |
| Niki Lauda         | 3      | 1975, 1977, 1984                         |
| Nelson Piquet      | 3      | 1981, 1983, 1987                         |
| Ayrton Senna       | 3      | 1988, 1990, 1991                         |
| Alberto Ascari     | 2      | 1952, 1953                               |
| Jim Clark          | 2      | 1963, 1965                               |
| Graham Hill        | 2      | 1962, 1968                               |
| Emerson Fittipaldi | 2      | 1972, 1974                               |
| Mika Häkkinen      | 2      | 1998, 1999                               |
| Fernando Alonso    | 2      | 2005, 2006                               |
| Giuseppe Farina    | 1      | 1950                                     |
| Mike Hawthorn      | 1      | 1958                                     |
| Phil Hill          | 1      | 1961                                     |
| John Surtees       | 1      | 1964                                     |
| Denny Hulme        | 1      | 1967                                     |
| Jochen Rindt       | 1      | 1970                                     |
| James Hunt         | 1      | 1976                                     |
| Mario Andretti     | 1      | 1978                                     |
| Jody Scheckter     | 1      | 1979                                     |
| Alan Jones         | 1      | 1980                                     |
| Keke Rosberg       | 1      | 1982                                     |
| Nigel Mansell      | 1      | 1992                                     |
| Damon Hill         | 1      | 1996                                     |
| Jacques Villeneuve | 1      | 1997                                     |
| Kimi Räikkönen     | 1      | 2007                                     |
| Jenson Button      | 1      | 2009                                     |
| Nico Rosberg       | 1      | 2016                                     |

Tučně zvýraznění piloti jsou stále aktivními jezdci ve formuli 1.

## Národnosti

### Podle počtu získaných titulů
| Stát               | Tituly | Jezdci | Sezóny |
| ------------------ | ------ | ------ | --- |
| Spojené království | 20     | 10     | 1958, 1962, 1963, 1964, 1965, 1968, 1969, 1971, 1973, 1976, 1992, 1996, 2008, 2009, 2014, 2015, 2017, 2018, 2019, 2020 |
| Německo            | 12     | 3      | 1994, 1995, 2000, 2001, 2002, 2003, 2004, 2010, 2011, 2012, 2013, 2016                                                 |
| Brazílie           | 8      | 3      | 1972, 1974, 1981, 1983, 1987, 1988, 1990, 1991                                                                         |
| Argentina          | 5      | 1      | 1951, 1954, 1955, 1956, 1957                                                                                           |
| Francie            | 4      | 1      | 1985, 1986, 1989, 1993                                                                                                 |
| Austrálie          | 4      | 2      | 1959, 1960, 1966, 1980                                                                                                 |
| Rakousko           | 4      | 2      | 1970, 1975, 1977, 1984                                                                                                 |
| Finsko             | 4      | 3      | 1982, 1998, 1999, 2007                                                                                                 |
| Nizozemsko         | 4      | 1      | 2021, 2022, 2023, 2024                                                                                                 |
| Itálie             | 3      | 2      | 1950, 1952, 1953 |
| USA                | 2      | 2      | 1961, 1978 |
| Španělsko          | 2      | 1      | 2005, 2006 |
| Kanada             | 1      | 1      | 1997 |
| Nový Zéland        | 1      | 1      | 1967 |
| Jižní Afrika       | 1      | 1      | 1979 |

### Podle časové posloupnosti
| Stát               | Rok  | Pilot              |
| ------------------ | ---- | ------------------ |
| Itálie             | 1950 | Giuseppe Farina    |
| Argentina          | 1951 | Juan Manuel Fangio |
| Spojené království | 1958 | Mike Hawthorn      |
| Austrálie          | 1959 | Jack Brabham       |
| USA                | 1961 | Phil Hill          |
| Nový Zéland        | 1967 | Denny Hulme        |
| Rakousko           | 1970 | Jochen Rindt       |
| Brazílie           | 1972 | Emerson Fittipaldi |
| Jižní Afrika       | 1979 | Jody Scheckter     |
| Finsko             | 1982 | Keke Rosberg       |
| Francie            | 1985 | Alain Prost        |
| Německo            | 1994 | Michael Schumacher |
| Kanada             | 1997 | Jacques Villeneuve |
| Španělsko          | 2005 | Fernando Alonso    |
| Nizozemsko         | 2021 | Max Verstappen     |

## Rekordy

### Nejmladší mistři světa
|    | Jezdec             | Věk             | Titul |
| -- | ------------------ | --------------- | ----- |
| 1  | Sebastian Vettel   | 23 let, 134 dní | 2010  |
| 2  | Lewis Hamilton     | 23 let, 300 dní | 2008  |
| 3  | Fernando Alonso    | 24 let, 58 dní  | 2005  |
| 4  | Max Verstappen     | 24 let, 73 dní  | 2021  |
| 5  | Emerson Fittipaldi | 25 let, 273 dní | 1972  |
| 6  | Michael Schumacher | 25 let, 314 dní | 1994  |
| 7  | Niki Lauda         | 26 let, 197 dní | 1975  |
| 8  | Jacques Villeneuve | 26 let, 200 dní | 1997  |
| 9  | Jim Clark          | 27 let, 188 dní | 1963  |
| 10 | Kimi Räikkönen     | 28 let, 4 dny   | 2007  |

Tučně zvýraznění piloti jsou stále aktivními jezdci ve formuli 1.

### Nejstarší mistři světa
|    | Jezdec             | Věk              | Titul |
| -- | ------------------ | ---------------- | ----- |
| 1  | Juan Manuel Fangio | 46 let, 41 dní   | 1957  |
| 2  | Giuseppe Farina    | 43 let, 308 dníi | 1950  |
| 3  | Jack Brabham       | 40 let, 155 dní  | 1966  |
| 4  | Graham Hill        | 39 let, 262 dní  | 1968  |
| 5  | Nigel Mansell      | 39 let, 8 dní    | 1992  |
| 6  | Alain Prost        | 38 let, 214 dní  | 1993  |
| 7  | Mario Andretti     | 38 let, 193 dní  | 1978  |
| 8  | Damon Hill         | 36 let, 26 dní   | 1996  |
| 9  | Lewis Hamilton     | 35 let, 313 dní  | 2020  |
| 10 | Niki Lauda         | 35 let, 242 dní  | 1984  |

### Mistrovské tituly vybojované po sobě
| Tituly | Jezdec             | Ročníky   |
| ------ | ------------------ | --------- |
| 5      | Michael Schumacher | 2000-2004 |
| 4      | Juan Manuel Fangio | 1954-1957 |
| 4      | Sebastian Vettel   | 2010-2013 |
| 4      | Lewis Hamilton     | 2017-2020 |
| 4      | Max Verstappen     | 2021-2024 |
| 2      | Alberto Ascari     | 1952-1953 |
| 2      | Jack Brabham       | 1959-1960 |
| 2      | Alain Prost        | 1985-1986 |
| 2      | Ayrton Senna       | 1990-1991 |
| 2      | Michael Schumacher | 1994-1995 |
| 2      | Mika Häkkinen      | 1998-1999 |
| 2      | Fernando Alonso    | 2005-2006 |
| 2      | Lewis Hamilton     | 2014-2015 |

## Rekordmani v počtu vítězství jednotlivých GP
| Grand Prix                | Jezdec             | Počet vítězství | Roky                                                 |
| ------------------------- | ------------------ | --------------- | ---------------------------------------------------- |
| Grand Prix Velké Británie | Lewis Hamilton     | 9               | 2008, 2014, 2015, 2016, 2017, 2019, 2020, 2021, 2024 |
| Grand Prix Maďarska       | Lewis Hamilton     | 8               | 2007, 2009, 2012, 2013, 2016, 2018, 2019, 2020       |
| Grand Prix Francie        | Michael Schumacher | 8               | 1994, 1995, 1997, 1998, 2001, 2002, 2004, 2006       |
| Grand Prix Španělska      | Michael Schumacher | 6               | 1995, 1996, 2001, 2002, 2003, 2004                   |
| Grand Prix Belgie         | Michael Schumacher | 6               | 1992, 1995, 1996, 1997, 2001, 2002                   |
| Grand Prix Monaka         | Ayrton Senna       | 6               | 1987, 1989, 1990, 1991, 1992, 1993                   |
| Grand Prix Japonska       | Michael Schumacher | 6               | 1995, 1997, 2000, 2001, 2002, 2004                   |
| Grand Prix Číny           | Lewis Hamilton     | 6               | 2008, 2011, 2014, 2015, 2017, 2019                   |
| Grand Prix Itálie         | Lewis Hamilton     | 5               | 2012, 2014, 2015, 2017, 2018                         |
| Grand Prix Singapuru      | Sebastian Vettel   | 5               | 2011, 2012, 2013, 2015, 2019                         |
| Grand Prix Ruska          | Lewis Hamilton     | 5               | 2014, 2015, 2018, 2019, 2021                         |
| Grand Prix Bahrajnu       | Lewis Hamilton     | 5               | 2014, 2015, 2019, 2020, 2021                         |
| Grand Prix Austrálie      | Michael Schumacher | 4               | 2000, 2001, 2002, 2004                               |
| Grand Prix Nizozemska     | Jim Clark          | 4               | 1963, 1964, 1965, 1967                               |
| Grand Prix Rakouska       | Max Verstappen     | 4               | 2018, 2019, 2021, 2023                               |